# Cambio climático en México

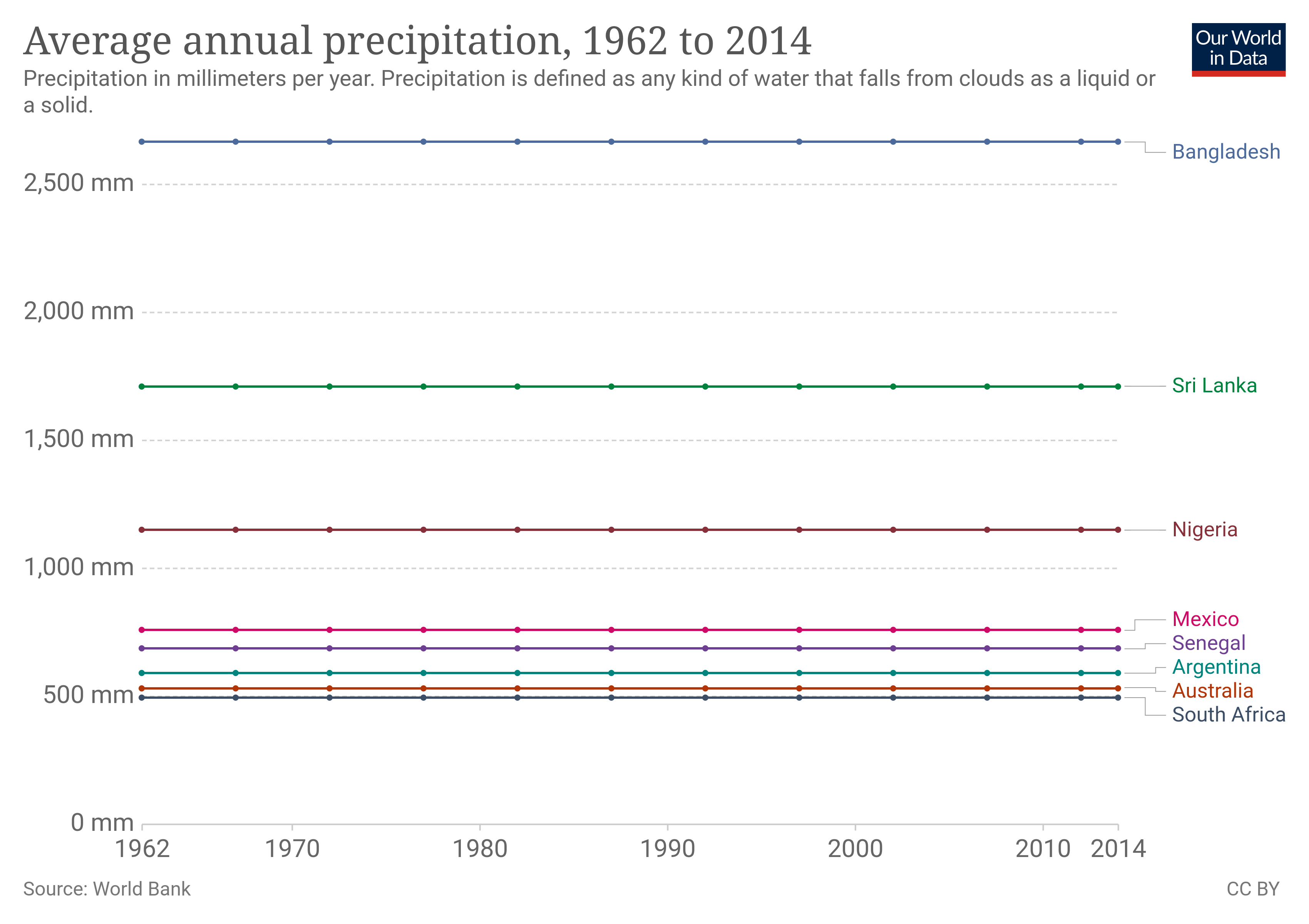
Precipitación media anual en varios países

El cambio climático en México se refiere a los efectos del cambio climático en México. Las proyecciones indican que México sufrirá una disminución significativa en las precipitaciones anuales y aumentos en las temperaturas. Esto ejercerá presión sobre la economía, las personas y la biodiversidad de muchas partes del país, que tienen grandes climas áridos o cálidos. El cambio climático ya ha afectado la agricultura, la biodiversidad y los medios de vida de los agricultores, lo que ha empujado la migración. También se han visto afectadas «el agua, la salud, la contaminación del aire, la interrupción del tráfico por inundaciones y la vulnerabilidad de las viviendas a los deslizamientos de tierra».
Los patrones de precipitación alterados y el aumento de las temperaturas han llevado a la inseguridad económica en México, particularmente para los pequeños agricultores que producen los cultivos de México económica y culturalmente importantes: maíz y café. Los impactos del cambio climático son especialmente severos en la Ciudad de México debido al aumento de la contaminación del aire. Los impactos ecológicos del cambio climático dentro de México incluyen reducciones en la conectividad del paisaje y patrones migratorios cambiantes de los animales. Además, el cambio climático en México está vinculado al comercio mundial y los procesos económicos que se relacionan directamente con la seguridad alimentaria mundial.
En 2012, México aprobó un proyecto de ley integral sobre cambio climático que estableció el objetivo de que el país genere el 35% de su energía a partir de fuentes de energía limpia para el 2024 y reduzca las emisiones en un 50% para el 2050, tomando como nivel base las emisiones del 2000. Durante la Cumbre de Líderes de América del Norte de 2016, se anunció el objetivo de que el 50% de la electricidad sea generada a partir de fuentes renovables para 2025. Se han implementado varios esfuerzos de mitigación climática en todo el país. México es considerado un país líder en mitigación y adaptación climática.

## Contexto
Dentro del grupo de los 17 “países megadiversos”, México se ubica en el lugar número 5, después de Brasil, Colombia, China e Indonesia. Estos países abarcan el 10% de la superficie terrestre y alojan al 70% de la biodiversidad planetaria, de la cual México, cuenta con alrededor del 12%.
México contiene una porción significativa de la biodiversidad mundial, por lo que es esencial que los "puntos calientes de biodiversidad" presentes dentro de sus fronteras estén debidamente protegidos de los efectos del cambio climático. Una gran cantidad de tierra en México ya está designada como área protegida, por lo que estas áreas de conservación constituyen refugios para varias especies amenazadas. Los investigadores están investigando cómo los ecosistemas protegidos en México se verán afectados por el cambio climático y en qué medida. Su investigación concluyó que se espera que las 40 áreas protegidas estudiadas enfrenten temperaturas más cálidas, mientras que 30 enfrentarán una disminución de las precipitaciones. Los investigadores sugieren que su estudio se utilice para determinar cuál de las áreas protegidas en México se beneficiaría más de mayores esfuerzos de conservación.

## Evolución histórica

### Antecedentes
Desde la Revolución Industrial, los gases generados por la quema de combustibles fósiles han contribuido al cambio en el clima global. La tala inmoderada a partir de la época colonial ha disminuido adicionalmente la mitad de los bosques de México.
Entre 1981 y 2010 se registraron temperaturas superiores en 5 °C al promedio global en la mayor parte del país, especialmente en las regiones de «la mesa del norte, noroeste, a lo largo de la Sierra Madre Oriental, sur de los estados de Guerrero y Oaxaca y norte de Quintana Roo». Se estima que en 1985 el promedio nacional era de 20,4 °C.

### Situación actual
La temperatura promedio nacional supera la media global de 1,4 °C, lo cual afecta el volumen de lluvias a lo largo del país, de acuerdo con datos estadísticos de la Comisión Nacional del Agua (CONAGUA).
México aporta el 1,68 % de las emisiones globales generadas a partir de una variedad de fuentes entre las cuales sobresalen el transporte, la generación de electricidad y la industria. Se considera que el país es uno de los más vulnerables ante el cambio climático debido primordialmente a sus rasgos geográficos. Es también, en contraparte, uno de los mayores emisores de gases de efecto invernadero, y PEMEX una de las empresas más contaminantes del mundo.

### Proyecciones

Mapa de México con la clasificación climática de Köppen actual.

Los modelos de cambio climático, aunque muy variables, han proyectado un aumento en la variación e intensidad de las precipitaciones (es decir, inundaciones y sequías) en México. Se prevé que los mayores cambios en las precipitaciones ocurran durante los meses de verano, especialmente en el sur de México. Se espera que las precipitaciones disminuyan entre un -3% y un -15% para el año 2090 en todo el país. A nivel regional, los cambios en las precipitaciones pueden oscilar entre -60% y +8%.
Además, la temperatura media anual ha aumentado 0,6 °C en México desde 1960. Se espera que la temperatura aumente en México de 1.1 a 3.0 °C para el 2060 y de 1.3 a 4.8 °C para el 2090. Por esa razón diferentes estudios científicos y el IPCC han clasificado a toda la región centroamericana como un "punto caliente del cambio climático" y como una región "altamente vulnerable" al cambio climático.

## Impactos en el entorno natural

### Desastres naturales
De acuerdo con el Centro Nacional de Prevención de Desastres (Cenapred), «el impacto económico de los desastres en México aumentó un 202 % anual en 2020. Los fenómenos como huracanes y tormentas concentraron 99 % de los daños económicos y alrededor del 98 % de la población afectada por desastres».

### Fauna

#### Mariposas
Las temperaturas más cálidas y el cambio de uso de la tierra están contribuyendo al movimiento de distribuciones de mariposas por la cordillera de la Sierra de Juárez en Oaxaca, México. En 2016, se realizó una investigación para determinar qué especies de mariposas se movían hacia arriba o hacia abajo de la cordillera. Los investigadores determinaron que más especies se movían hacia arriba que hacia abajo. Los investigadores también concluyeron que, como resultado de los cambios de distribución, hubo una mayor abundancia de especies de mariposas generalistas en las tierras bajas.

#### Murciélagos mexicanos

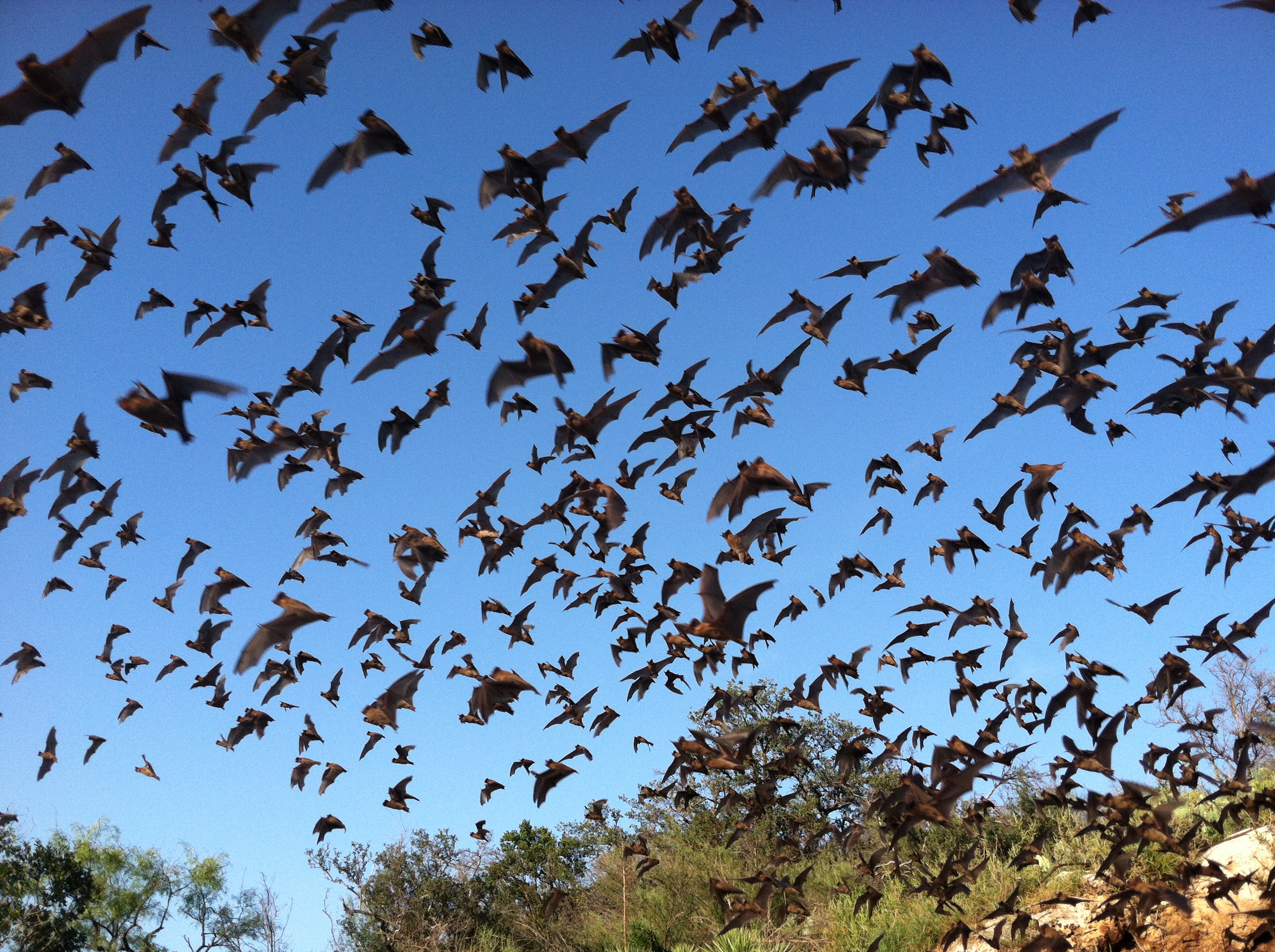
Murciélagos de cola libre mexicanos: como resultado del cambio climático, la distribución de murciélagos en México está cambiando debido a la disminución de la idoneidad del hábitat.

Se espera que las distribuciones y rangos de murciélagos en México cambien como resultado de cambios en el clima y un mayor cambio en el uso de la tierra. Como especie indicadora, los murciélagos pueden proporcionar a los investigadores información útil con respecto al grado y alcance de las respuestas de las especies relacionadas con el clima. Los investigadores analizaron registros anteriores de ocurrencia de murciélagos en México y utilizaron los datos derivados para proyectar cómo las especies de murciélagos pueden responder al cambio de uso de la tierra y los efectos climáticos. Los resultados mostraron que se espera que la idoneidad del hábitat para más de la mitad de las 130 especies de murciélagos disminuya bajo las tendencias climáticas actuales. Los resultados también revelaron que el cambio de uso de la tierra tuvo un efecto menor en la idoneidad del hábitat para los murciélagos que el cambio climático.

#### Pequeños mamíferos en ecosistemas tropicales

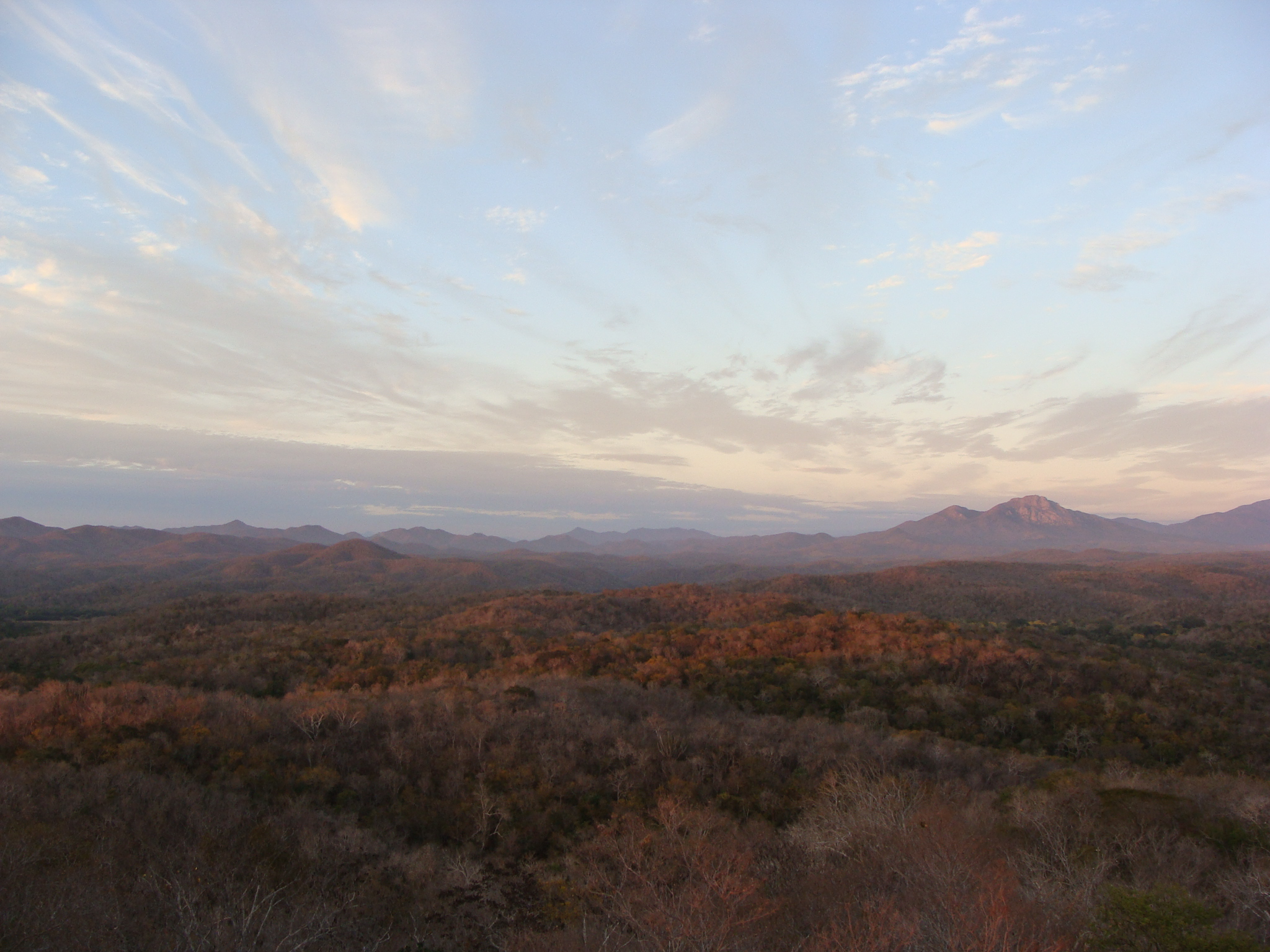
Fotografía de un bosque seco dentro de la Reserva de la Biosfera Chamela-Cuixmala.

Una cantidad significativa de mamíferos es endémica de México, y una gran cantidad de esas especies son pequeños mamíferos. Se sabe que muchos de estos pequeños mamíferos habitan en áreas tropicales de México, sin embargo, son estos ecosistemas tropicales secos los que están altamente sujetos a los efectos del cambio de uso de la tierra y el cambio climático, lo que hace que los pequeños mamíferos sean particularmente vulnerables. Los investigadores establecieron un estudio de 19 años de poblaciones de pequeños mamíferos en la Reserva de la Biosfera Chamela-Cuixmala ubicada en Jalisco, México. Este sitio fue elegido por los investigadores debido a la ocurrencia de una cantidad significativa de disturbios antropogénicos en el área circundante. Los investigadores concluyeron que la diversidad funcional en esta área fue menor de lo esperado y, por lo tanto, se deben fomentar mayores esfuerzos de conservación en la región.

#### Aves
A fin de determinar cómo se deben implementar los esfuerzos de conservación para proteger mejor a las comunidades de aves reproductoras, Aaron D. Flesch realizó un estudio. Este estudio de comunidades de aves reproductoras en México encontró que las especies tenían una tendencia más alta en altitud y hacia los polos. Para recopilar sus datos, Flesch utilizó técnicas que habían sido utilizadas por investigadores anteriores y realizó un estudio de observación para determinar los valores de la biodiversidad. A partir de los datos recopilados y los datos climáticos históricos, Flesch descubrió que algunas especies de las tierras bajas se movían hacia el norte y otras hacia el este a altitudes más altas.
Reptiles

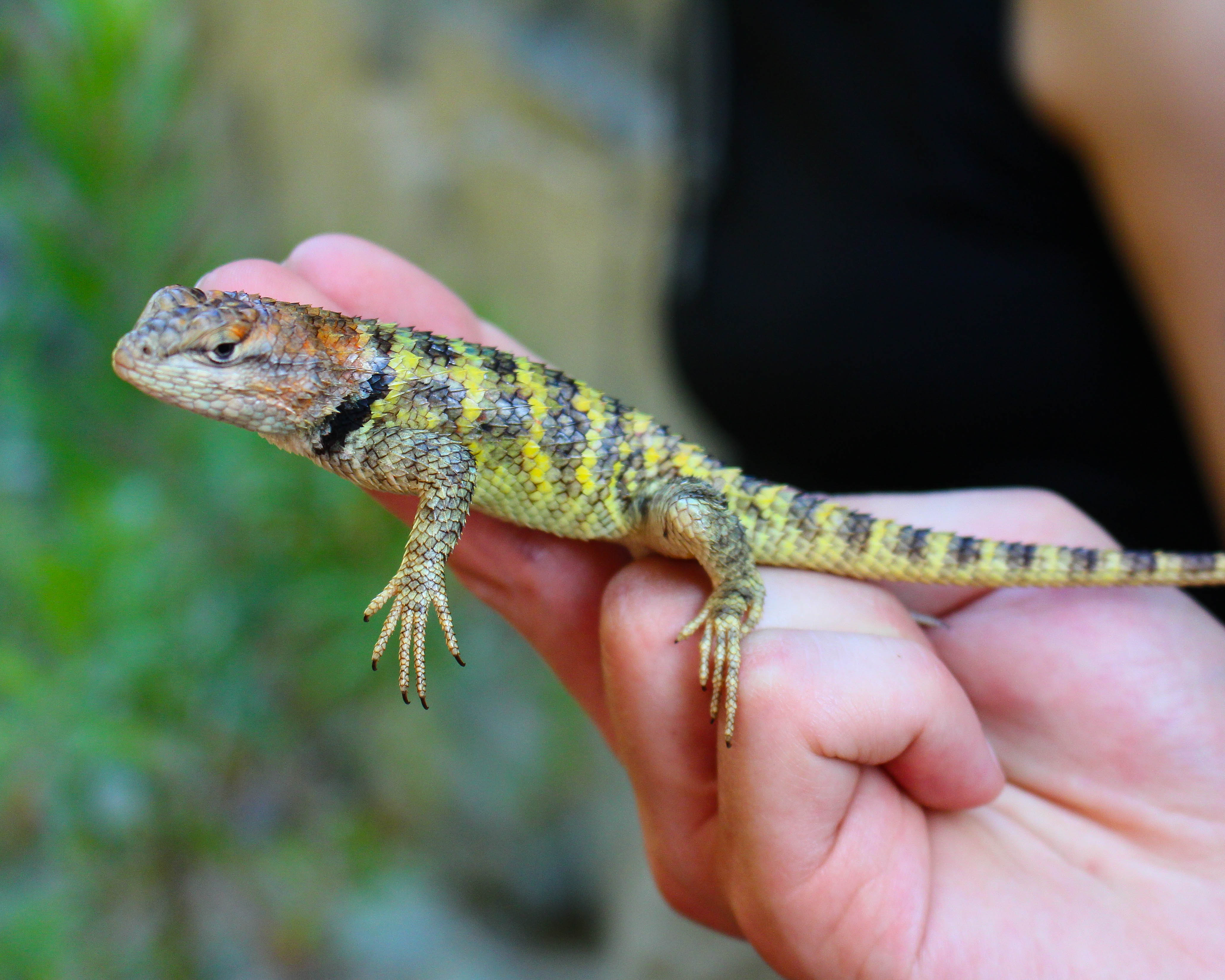
Ejemplar de Sceloporus uniformis

Debido a los incrementos de temperaturas máximas y mínimas, se ha evidenciado la extinción local de cerca del 12% de la población de 48 especies de lagartijas pertenecientes al género Sceloporus.

## Impactos en las personas

### Impactos en la salud humana

#### Exposición a fenómenos meteorológicos extremos
En 2017, la Comisión Federal para la Protección contra Riesgos Sanitarios del Gobierno de México publicó una serie de consecuencias negativas que podría tener el Cambio Climático en México sobre la salud de las personas en caso de no tomarse medidas.
Entre dichas posibles consecuencias se encuentran la frecuente aparición de fenómenos meteorológicos extremos (como olas de calor, sequías, tormentas torrenciales e inundaciones) que representan un peligro para la salud y seguridad física de las personas. 
Por sus características geográficas, sociales y económicas, México es altamente vulnerable a los efectos del Cambio Climático, significando las acciones del Gobierno de México a implementar un desafío para la protección de la salud humana.
Se estima que el 15% de su territorio, el 68.2% de su población y el 71% de su Producto Interno Bruto se encuentran altamente expuestos a los impactos del Cambio Climático.

#### Dificultad en el acceso de alimentos y agua
Además, la OMS advierte que el Cambio Climático también puede ocasionar escasez de alimentos y agua. 
La constante aparición de fenómenos meteorológicos extremos puede no solo comprometer la salud de las personas de forma directa, sino también de forma indirecta en la medida que dichos fenómenos pueden afectar la producción, distribución y diversidad de alimentos y la disponibilidad de agua.

### Impactos económicos

#### Agricultura

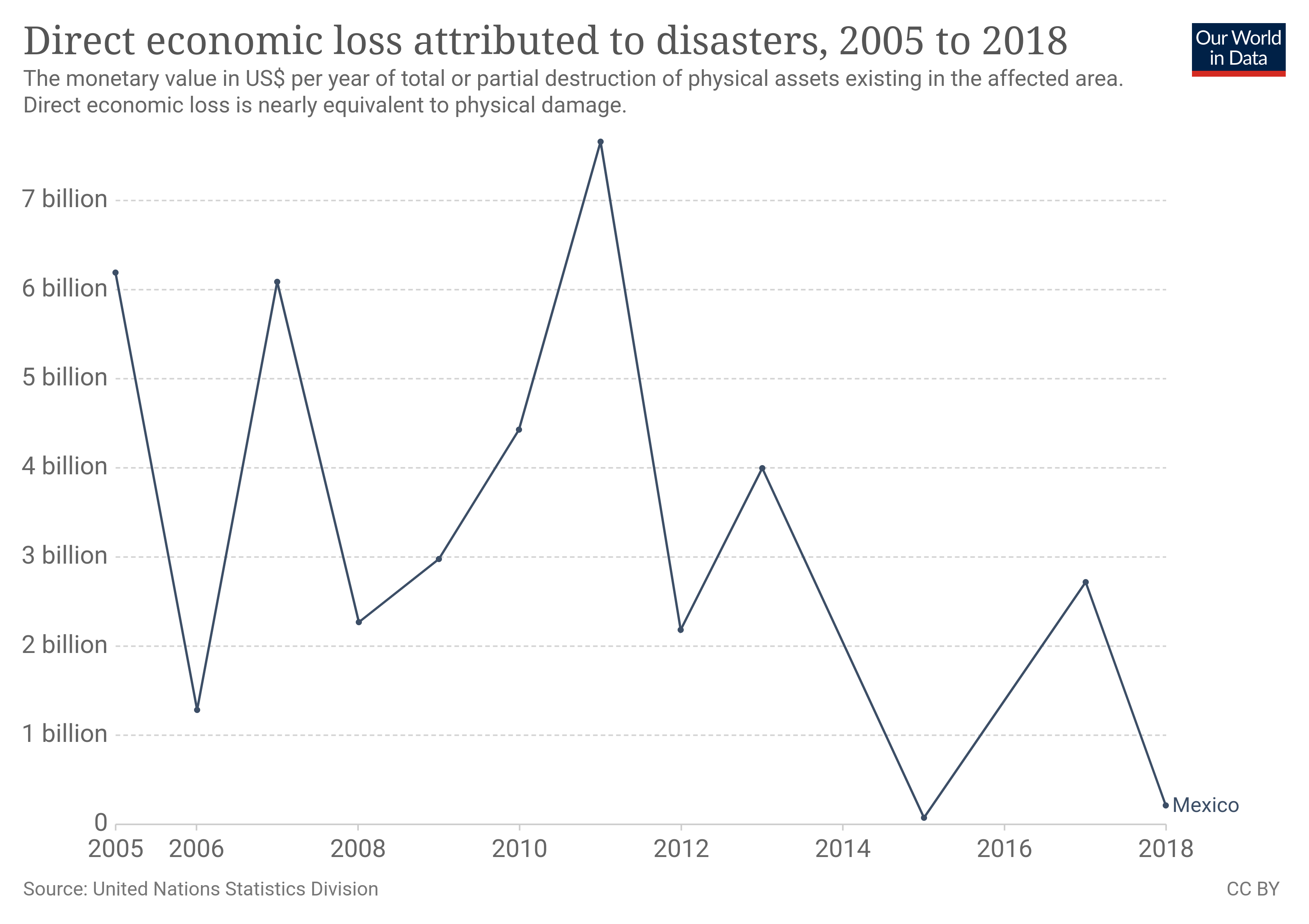
Pérdida económica directa atribuida a desastres climáticos en México.

El cambio climático es una preocupación crítica en México, particularmente en relación con la agricultura. Las tendencias de sequía y aumento de la temperatura están alterando y cambiando las zonas climáticas y los entornos agrícolas en todo el mundo, y México no es una excepción. Según el Banco Mundial, “la agricultura (en México) es altamente vulnerable a las condiciones climáticas extremas, en particular en las partes del norte del país, donde la escasez de agua es un problema, o en las partes del sur del país, donde las tormentas tropicales causan grandes daños a los cultivos".
Es difícil hacer predicciones exactas debido a la complejidad de los factores involucrados y los impactos serán muy específicos para cada región; sin embargo, existe un consenso general de que la productividad de los cultivos y el ganado disminuirá. Los científicos también esperan que ciertas plagas de insectos y patógenos vegetales sobrevivan y se reproduzcan con mayor frecuencia debido al aumento de las temperaturas y es probable que invadan nuevas regiones. Los agricultores de las tierras altas y los pobres de las zonas rurales son especialmente vulnerables a estos cambios climáticos. La disminución de las precipitaciones supondrá una mayor carga para la agricultura de regadío, de la que dependen gran parte de los cultivos de importancia económica exportados por el país. Por el contrario, las lluvias más intensas dañarán la producción de cultivos. Se espera que las temperaturas más altas aumenten las tasas de evapotranspiración, lo que provocará tendencias de secado en la humedad del suelo.
"Se espera que la producción de trigo para México disminuya en un 12% en el futuro escenario de cambio climático RCP 8.5 con pérdidas adicionales del 7 al 18% debido al impacto del O3", según un artículo de julio de 2019. En la península de Yucatán el aumento de temperatura está afectando la producción de cultivos. El calor extremo puede afectar negativamente a los cultivos al ralentizar el crecimiento y aumentar la pérdida de humedad en el suelo. Durante los últimos 15 años hasta 2010, una aldea maya en Cancún, Tabi, experimentó una reducción del 50-60% en el rendimiento de los cultivos. Además, el cambio climático está afectando los patrones de lluvia. A los agricultores les resulta más difícil predecir las precipitaciones, y las predicciones incorrectas pueden desperdiciar "las semillas de toda una temporada".

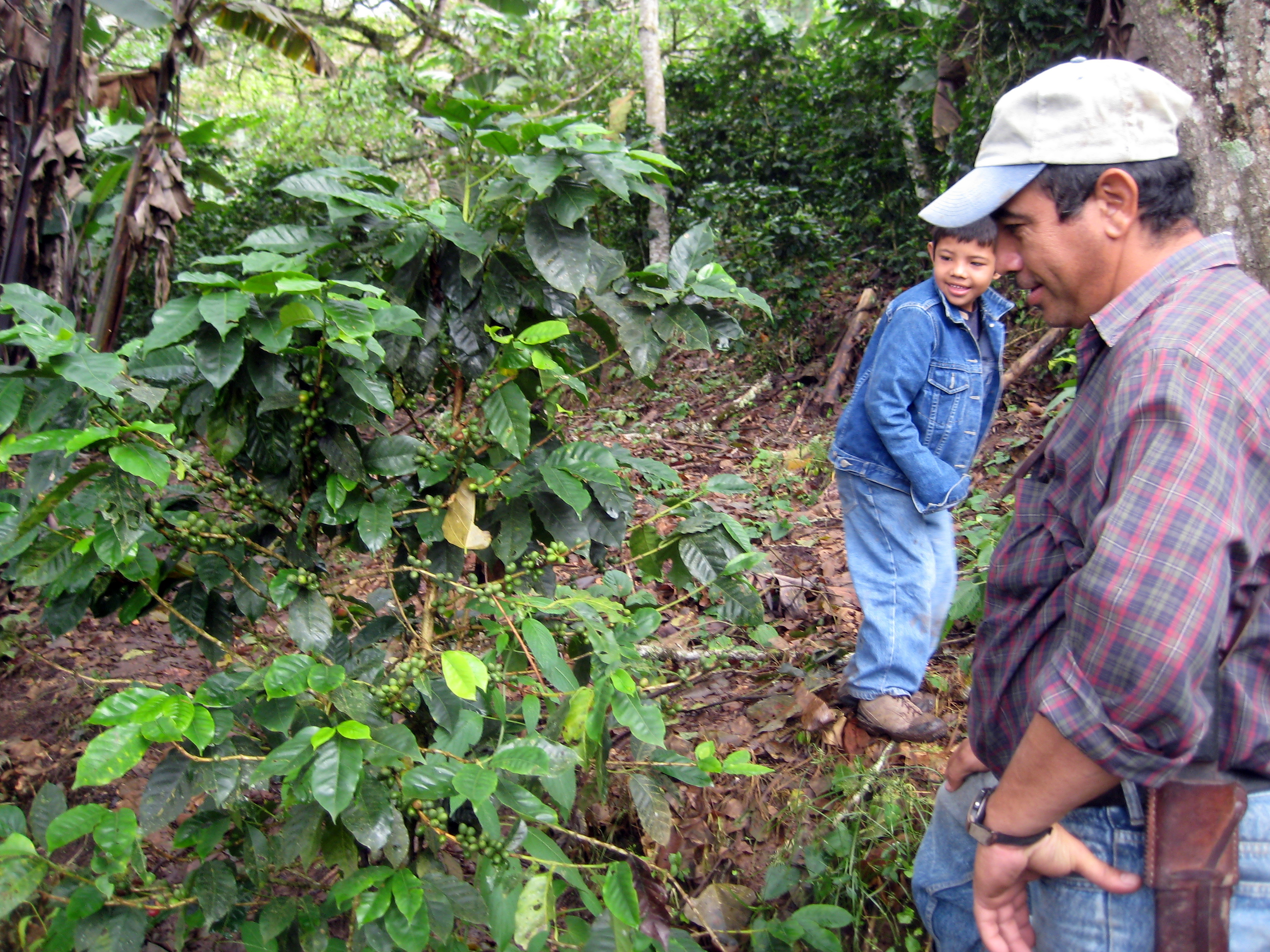
El deterioro de las condiciones agrícolas debido al cambio climático ha afectado los medios de vida de los agricultores en México de diversas formas.

El cambio climático ha provocado que muchas personas en México que dependen de la agricultura experimenten inseguridad económica. En 2017, se estima que siete millones de personas estaban empleadas en el sector agrícola en México. Además, muchos pequeños agricultores mexicanos siguen dependiendo de la agricultura de secano para su subsistencia y sustento.
El cambio climático está muy ligado a la justicia ambiental en México, dado que los pequeños agricultores pobres serán probablemente los más afectados por las consecuencias del cambio climático. Los agricultores responden al cambio climático de diversas formas: cambiando sus prácticas agrícolas, ajustando sus estrategias de medios de vida o abandonando la agricultura por completo.
Existe evidencia que sugiere que el deterioro de las condiciones agrícolas por el cambio climático en México se relaciona directamente con la migración a los Estados Unidos. Por ejemplo, Feng et al. (2010) encontraron una relación directa entre la disminución del rendimiento de los cultivos en México y la migración. Utilizando los resultados de su análisis, proyectaron que la disminución de la productividad agrícola debido al cambio climático provocará que entre 1,4 y 6,7 millones de adultos mexicanos emigren para el año 2080, convirtiéndolos en refugiados ambientales.

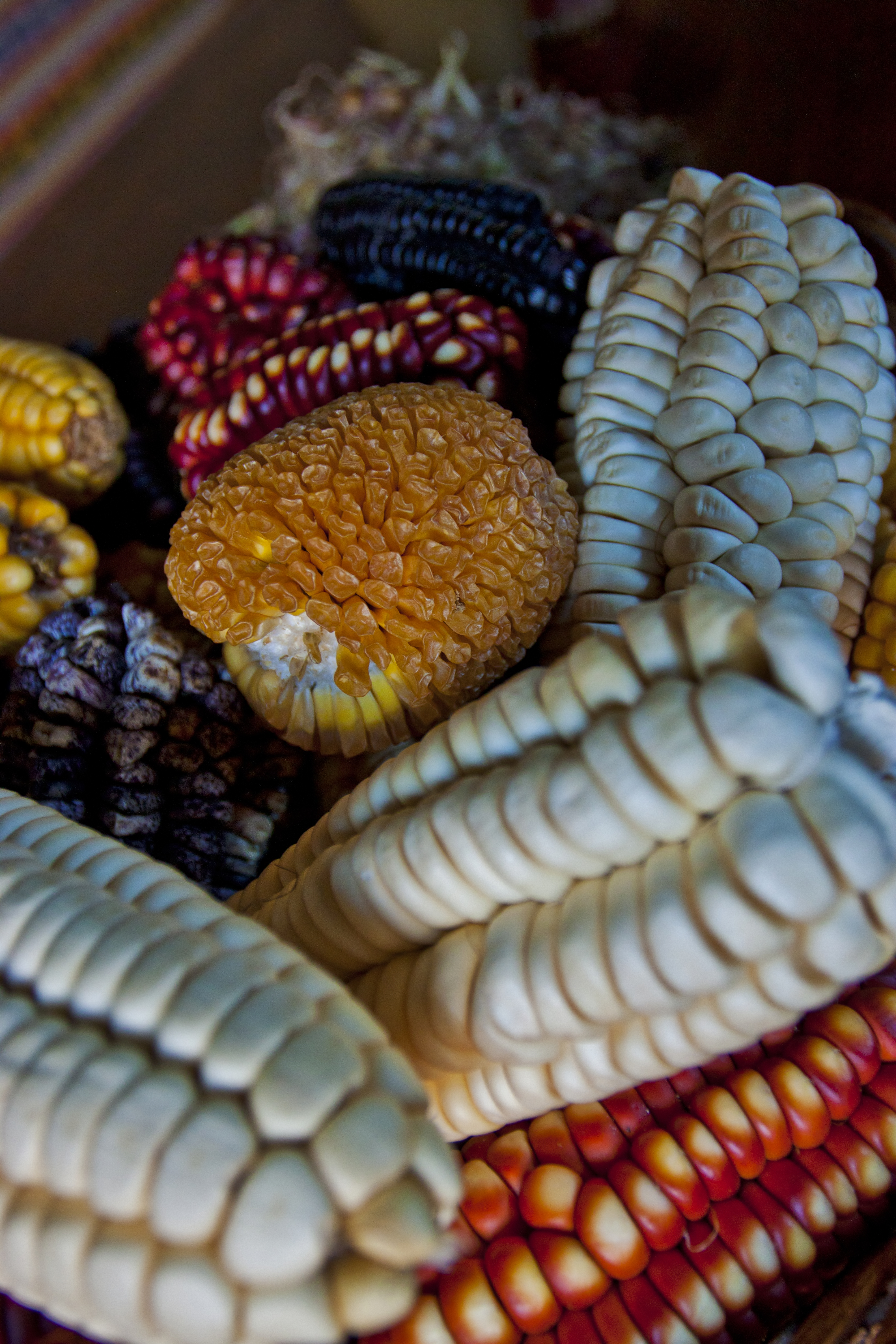
El maíz, un componente clave de la agricultura mexicana, está amenazado debido a las variaciones de temperatura y precipitación ocasionadas por el cambio climático.

El cambio climático amenaza no solo la seguridad alimentaria y económica en México, México participa de la cadena global de suministro de alimentos a nivel global. En 2017, Estados Unidos importó $ 13,3 mil millones en frutas y verduras de México. La disminución de los rendimientos de los cultivos en México debido al cambio climático afectará en última instancia a las redes comerciales mundiales, las economías nacionales y la seguridad alimentaria en países que, quizás, estén geográficamente distantes pero que a través de políticas de libre comercio como el TLCAN y el USMCA se han vuelto altamente dependientes de la agricultura mexicana.

##### Maíz

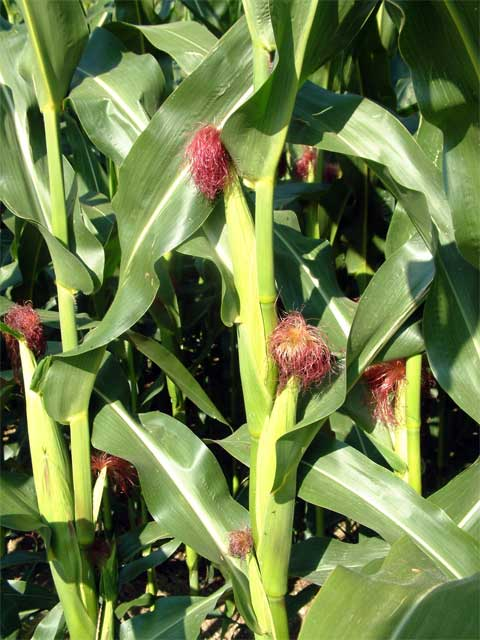
Plantación de maíz

El maíz es de vital importancia para la agricultura mexicana, ya que ocupa la mayor superficie cultivada del país. Es un componente crítico de las dietas y la ingesta nutricional de las poblaciones urbanas y rurales. Un gran número de pequeños agricultores en México dependen del maíz de secano para su sustento, lo que hace que estos agricultores sean particularmente vulnerables a los flujos de temperatura y precipitación del cambio climático. Se espera que los rendimientos de maíz de México disminuyan de 1555 a 1440 kg / ha para 2055. Se estima que para finales de 2055 ocurrirá un descenso absoluto de 883.200 t. en la producción anual de maíz. El maíz está estrechamente ligado a la identidad mexicana, por lo que cualquier disminución en la productividad y diversidad del maíz también tendrá importantes consecuencias socioculturales y políticas.
México (Mesoamérica en general) es el centro de origen del maíz. México solamente tiene registradas 59 variedades locales de maíz y miles de variedades de maíz adaptadas regionalmente. La diversidad del maíz en México sigue siendo mantenida y gestionada por pequeños agricultores que participan en redes tradicionales de intercambio de semillas. Las variedades locales de maíz en México se conservan in situ por los agricultores que continúan cultivándolas en sus campos. Las semillas de maíz comerciales se plantan en menos de una cuarta parte de los 8 millones de hectáreas de tierra cultivable de México. La mayoría de los agricultores en México usan, guardan e intercambian semillas de variedades locales tradicionales de maíz junto con cultivares comerciales “criollos” (híbridos o polinizados), que generalmente se plantan en campos pequeños (de menos de 5 ha) de secano.
Se estima que el 18 por ciento del cultivo de maíz en México se lleva a cabo en las tierras altas, y los climas agrícolas del maíz en las regiones montañosas son los que corren mayor riesgo por el cambio climático. Muchos científicos están preocupados por los efectos del cambio climático en la diversidad genética del maíz y los impactos negativos que tendrá la pérdida continua de germoplasma de maíz, no solo en la agricultura mexicana, sino en todo el mundo, ya que el maíz es el cultivo más cultivado en el mundo. Bellon y col. (2011) discuten la necesidad de fortalecer y ampliar las redes tradicionales de semillas en México para apoyar a los agricultores y la integridad genética del maíz a la luz del cambio climático; por lo tanto, ampliar los rangos geográficos de las redes de semillas para vincular a los agricultores en las tierras altas, por ejemplo, con agricultores en entornos de altitud media.

##### Café

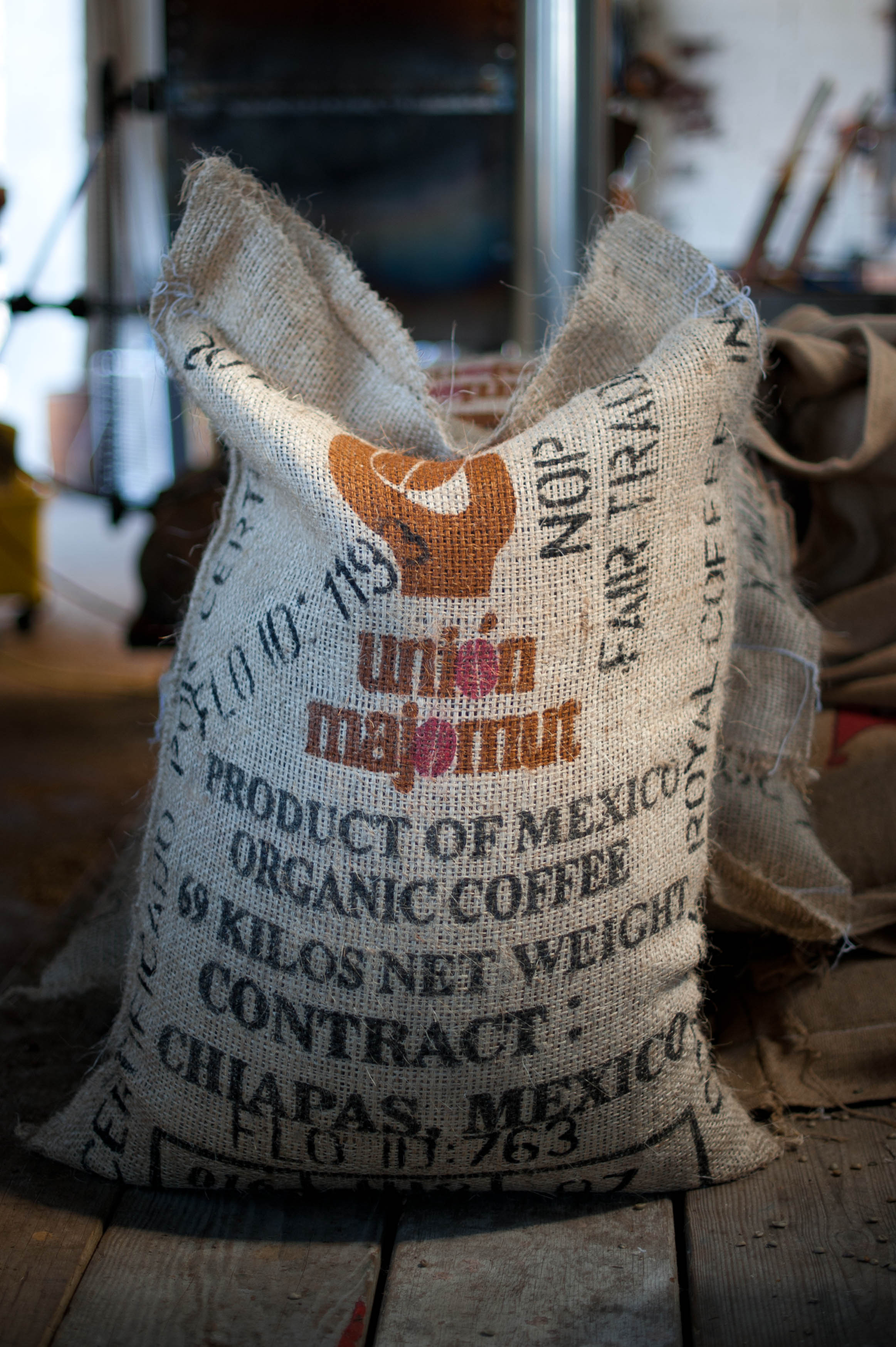
Café producido en México.

Los eventos climáticos variables y extremos como las sequías, las inundaciones y el calor excesivo tendrán, y ya están teniendo, impactos importantes tanto en la calidad como en la producción general del café en México. En México y América Central en general, unos 8,5 millones de personas dependen de la producción de café para su sustento. En 2012, las temperaturas superiores a la media y las lluvias a gran altitud provocaron un brote de roya del café, que afectó aproximadamente al 50 por ciento de la cosecha de café en Centroamérica. Esto resultó en $ 500 millones en daños a los cultivos de la región y provocó que muchas personas en la región perdieran sus medios de vida. Estudios regionales en México han proyectado que el cultivo de café podría ser inviable para fines de la década. Las respuestas deberán producirse tanto en el ámbito social y ecológico como en múltiples escalas. Las estrategias clave incluyen la diversificación de cultivos y la implementación de sistemas de producción de café más resilientes. La educación de los agricultores, el acceso a la información, la salud y los factores de equidad también juegan un papel importante en las respuestas de adaptación. Sin embargo, también hay factores globales y de gran escala en juego, como los mercados comerciales internacionales, que a menudo son volátiles, que escapan al control de los agricultores. Un puñado de empresas cafeteras, ONG y agencias han iniciado programas de capacitación y educación para que los agricultores mexicanos respondan mejor al cambio climático.  

### Vulnerabilidad hídrica
Según el atlas de vulnerabilidad hídrica en México ante el cambio climático, se conoce que los estados con mayor riesgo son: Veracruz, Quintana Roo, Chiapas, Guerrero y Oaxaca. 

## Estrategias y soluciones
El programa de cambio climático del gobierno mexicano identifica explícitamente “la adopción e implementación de la agricultura sostenible” como una estrategia clave de adaptación. La agricultura sostenible puede adoptar muchas formas. Un tipo de estrategia que se ha propuesto incluye cambiar las prácticas agrícolas de los agricultores. Por ejemplo, cambiar el momento del riego y la siembra de cultivos, introducir nuevas variedades locales y cultivares mediante la ampliación de las redes de intercambio de semillas y la adopción de prácticas agrícolas respetuosas con la biodiversidad que aumentan la resiliencia del agroecosistema. La evidencia sugiere que los pequeños agricultores en el sur de México han comenzado a adaptar sus prácticas agrícolas debido al cambio climático, por ejemplo, retrasando la siembra de cultivos y plantando una diversidad de variedades locales.
Otra estrategia se centra en el desarrollo y promoción de nuevas variedades de semillas transgénicas "adaptadas al clima" con características de resistencia a la sequía y las enfermedades. Los investigadores también han notado la importancia del liderazgo estatal para abordar el cambio climático, por ejemplo, capacitando y preparando a los agricultores para la adaptación climática. Sin embargo, la implementación de cualquier estrategia de adaptación o mitigación deberá tener en cuenta la complejidad de los sistemas humanos-naturales acoplados, las desigualdades de riqueza y poder, y las diferentes escalas en las que están ocurriendo los procesos de cambio climático.
México cuenta con acceso a fuentes de financiamiento climático, cuyo propósito es «facilitar e instrumentar la ejecución de la Política Nacional de Cambio Climático, así como las acciones que contribuyan a reducir emisiones de gases y compuestos de efecto invernadero, transitar hacia un desarrollo de bajo carbono, conservar e incrementar los sumideros de carbono, reducir la vulnerabilidad, mantener y aumentar la resiliencia de sistemas humanos y ecológicos a los impactos y externalidades negativas del cambio climático, a través de medidas de adaptación, así como el desarrollo de políticas, programas y proyectos en la materia», en coordinación con organizaciones como el Grupo de Financiamiento Climático para Latinoamérica y el Caribe (GFLAC), la Iniciativa Climática de México (ICM) y la Cooperación Alemana (GIZ).

### Legislación
México cuenta con el Sistema Nacional de Cambio Climático cuyo objetivo es «propiciar sinergias para enfrentar de manera conjunta la vulnerabilidad y los riesgos del país y establecer las acciones prioritarias de mitigación y adaptación al cambio climático».
En 2012 se decretó la Ley General de Cambio Climático (LGCC) mediante la cual se obliga a las empresas a registrar «la información, datos y documentos referentes a sus emisiones de gases y compuestos de efecto invernadero, directas e indirectas». Su reglamento se publicó a finales de 2014 en el Diario Oficial de la Federación. A partir de 2019 cualquier establecimiento que genere más de 25 000 toneladas de emisiones de bióxido de carbono equivalente debe reportar las emisiones a la Secretaría de Medio Ambiente y Recursos Naturales (SEMARNAT) y actualizar la información de Compuestos y Gases Efecto Invernadero cada tres años.
El gobierno de México ratificó el Acuerdo de París en septiembre de 2016, y entre sus compromisos se encuentra «limitar el incremento en la temperatura promedio del planeta a menos de 2 °C, con esfuerzos por limitarlo a 1.5 °C», y la creación y desarrollo de un Programa Nacional de Adaptación y de un sistema de comercio de emisiones, entre otros.
Otros instrumentos legislativos orientados al cambio climático en México son la Ley General de Salud, la Ley General del Equilibrio Ecológico y la Protección al Ambiente, la Ley de Transición Energética, la Ley General de Desarrollo Forestal Sustentable, la Comisión Intersecretarial de Cambio Climático, la «Estrategia Nacional de Cambio Climático, Visión 10 – 20 – 40» así como el «Programa Especial de Cambio Climático 2014 – 2018».

### Agricultura

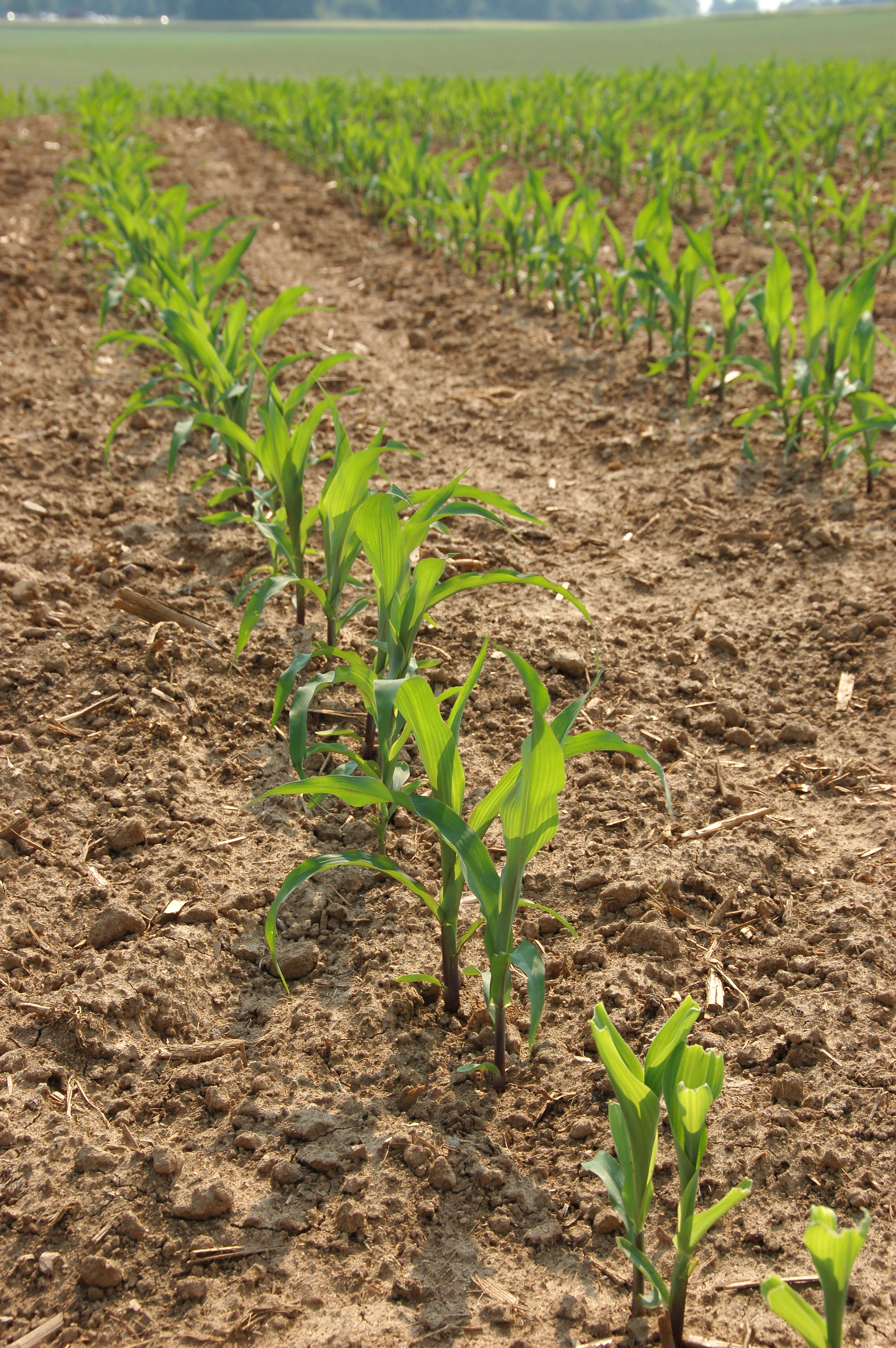
Maíz en el campo.

Debido a un proceso continuo de selección mediada por los agricultores y su composición genética diversa, las variedades locales de maíz en México tienen la capacidad de adaptarse y evolucionar a las condiciones ambientales cambiantes; aunque será difícil predecir exactamente cómo cambiarán o hasta qué punto podrán adaptarse, especialmente al aumento de las temperaturas. La biotecnología, y el desarrollo y la promoción de los transgénicos del maíz en particular, se está promoviendo como una estrategia crítica de adaptación al clima, no solo en México sino en todo el mundo. Si bien los transgénicos de maíz tolerantes al estrés podrían traer importantes beneficios a México, existen una serie de preocupaciones asociadas con ellos. En particular, se han planteado preocupaciones sobre la menor productividad de las variedades mejoradas en comparación con las variedades locales en muchas partes de México; la larga falta de aceptación de las variedades transgénicas por parte de los agricultores mexicanos; y que la promoción de transgénicos amenaza la diversidad de las razas locales. El mejoramiento participativo de maíz, es decir, la inclusión de los agricultores en el proceso de mejoramiento formal, puede tener un potencial considerable para la adaptación al cambio climático en México.
Las estrategias de adaptación climática recomendadas para la producción de café en México incluyen:
1. promover prácticas agrícolas que aumenten la biodiversidad, como la agrosilvicultura, que brinda protección contra eventos climáticos extremos y permite la diversificación de productos;
2. diversificar los ingresos de los agricultores para mitigar los riesgos del clima y el mercado volatilidad; y
3. mercados habilitadores que apoyan prácticas sostenibles de cultivo de café, entre otros.

El café cultivado bajo sombra (típicamente con Coffea arabica en México) provee servicios ecosistémicos críticos: polinización e hidrológicos, hábitat de vida silvestre y control de plagas y erosión. Se ha estimado que entre el 60 y el 70% de la producción de café en México se cultiva bajo la sombra de una diversidad de especies de árboles. Sin embargo, existe la preocupación de que las condiciones de cultivo más cálidas y los patrones de lluvia irregulares causen una disminución en la calidad del café y, por lo tanto, en la rentabilidad, lo que empujará a los agricultores a abandonar por completo el cultivo de este tipo de café.

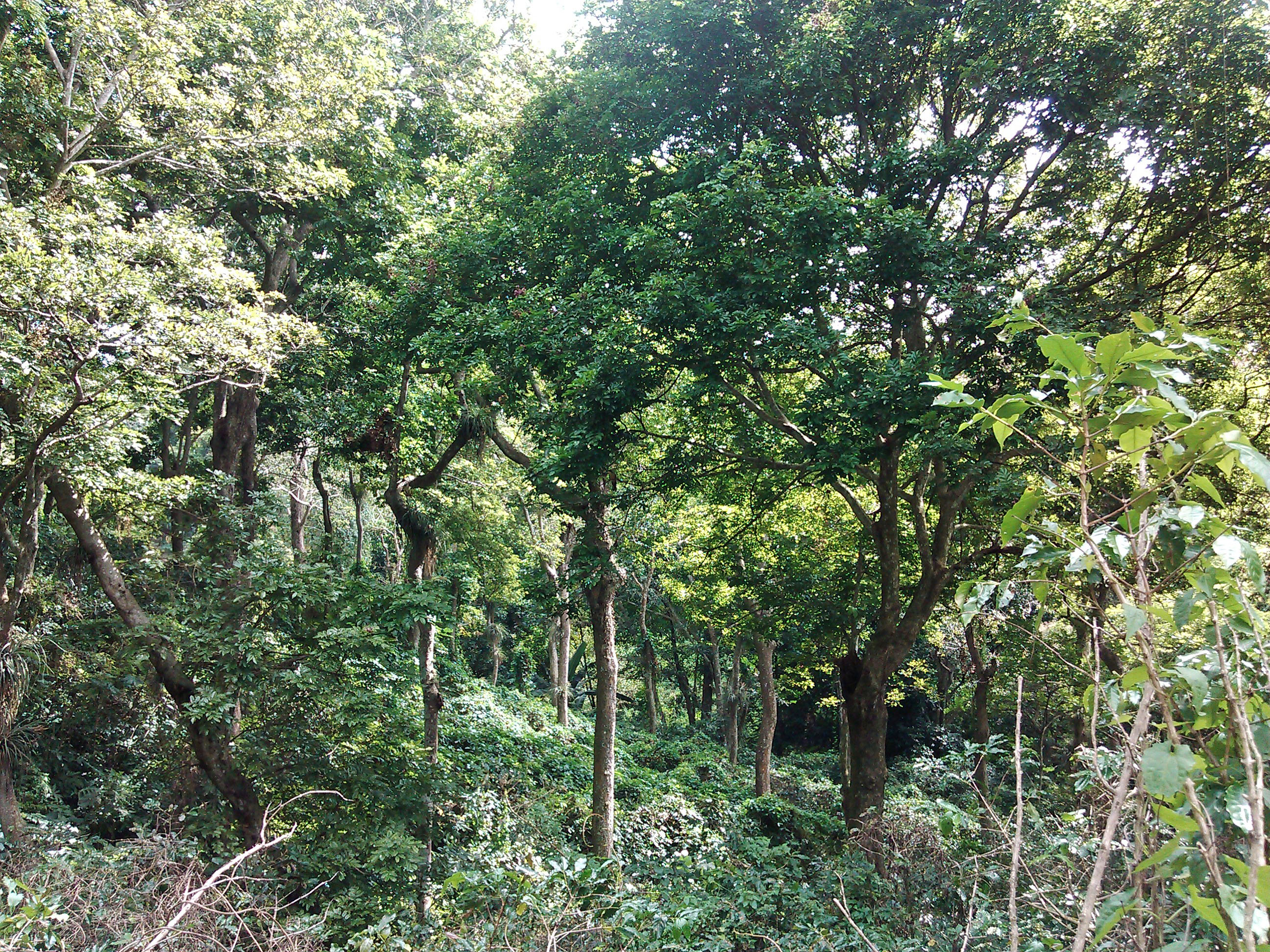
Gran parte de la producción de café de México (café arábica) se cultiva bajo la sombra de una diversidad de especies de árboles. Existe la preocupación de que el cambio climático conduzca a una disminución de la calidad del café, lo que podría hacer que los agricultores abandonen las prácticas agroforestales favorables a la biodiversidad.

### Áreas naturales protegidas
Para la conservación y el uso sustentable en México natural se han implementado diversos instrumentos a lo largo de la historia, entre los que destaca el Sistema Federal de Áreas Naturales Protegidas (ANP), el cual abarca 90,839,522 hectáreas, lo que representa el 32.93% del territorio terrestre y marino nacional.
La Comisión Nacional de Áreas Naturales Protegidas (CONANP) es la institución encargada de administrar y conservar 182 sitios donde los procesos de la vida se sostienen y perpetúan para asegurar el bienestar y futuro de México así como el de las especies en armonía con todas las demás.
Entre las áreas naturales protegidas más conocidas están:
1. El parque nacional Desierto de los Leones y,
2. La Reserva de la Biosfera de la Mariposa Monarca.[63]

### Ecosistemas

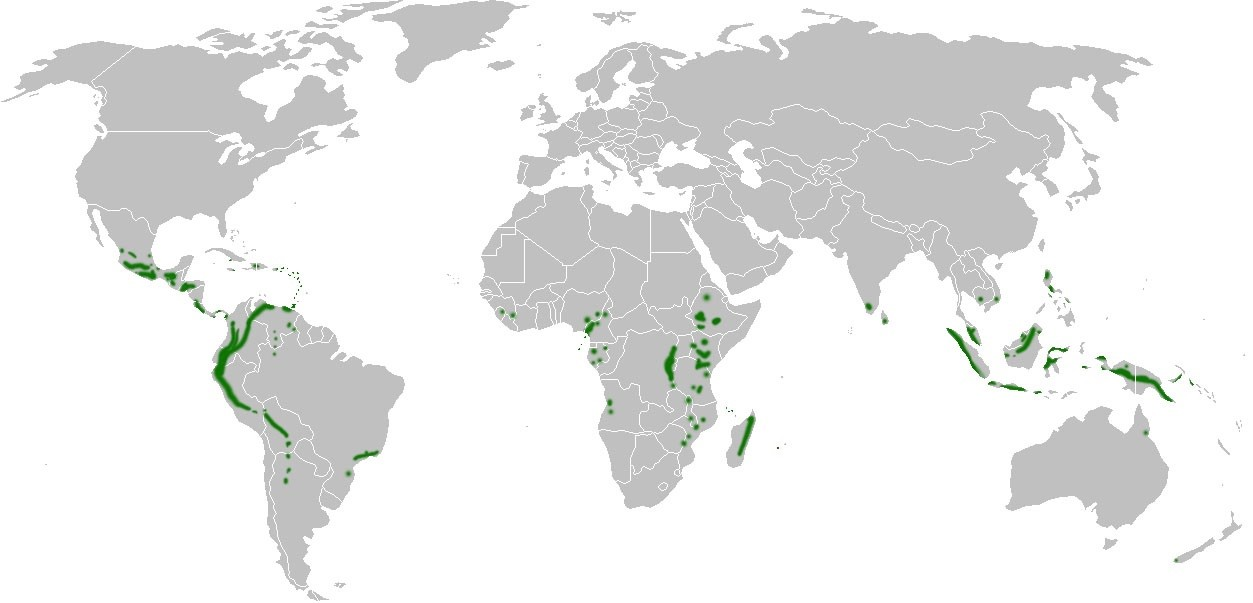
Imagen que muestra la distribución global del bosque nuboso.

Los bosques nubosos de montaña, especialmente en Michoacán, actúan como corredores ecológicos. Estos bosques están muy sujetos a perturbaciones humanas como la minería y la deforestación. Esto es importante porque la distribución de estos bosques es un factor integral de la conectividad del paisaje.  A medida que la distribución de estos bosques cambia debido a los efectos del clima, la conectividad del paisaje también se ve afectada. Los investigadores llevaron a cabo una evaluación de esta propiedad de conectividad de los bosques nubosos montañosos de Michoacán con el fin de determinar qué áreas se beneficiarían mejor de mayores esfuerzos de conservación. 
La destrucción de la Selva Maya se puede detener.
La ruta planteada, la falta de permisos, estudios, y las omisiones en el proyecto del Tren Maya, ponen en grave riesgo a la flora y fauna; especies como el jaguar, y muchas otras están en peligro de extinción, se están quedando sin su único hogar.